# Floris Evers
Floris Maarten Alphons Maria Evers (Tilburg, 26 febbraio 1983) è un hockeista su prato olandese.

## Palmarès

### Olimpiadi
- 2 medaglie:
  - 2 argenti (Atene 2004; Londra 2012)

### Europei
- 3 medaglie:
  - 1 oro (Manchester 2007)
  - 2 argenti (Lipsia 2005; Gladbach 2011)

### Champions Trophy
- 6 medaglie:
  - 3 ori (Colonia 2002; Amsterlveen 2003; Terrassa 2006)
  - 2 argenti (Lahore 2004; Chennai 2005)
  - 1 bronzo (Kuala Lumpur 2007)